# Kompositionensystem
Das Kompositionensystem beschreibt in der Rechtswissenschaft die Sühnung einer Strafe durch Zahlung eines Sühnegelds an das Opfer der Straftat oder dessen Familie/Sippe. Dieses Sühnegeld, das sich aus Wergeld und Buße (compositio) zusammensetzte, war je nach Schwere der Tat und nach der persönlichen Stellung des Verletzten unterschiedlich hoch. Ein Teil des Strafgeldes war an das Gemeinwesen zu entrichten. Später wurde dieser Teil als Friedensgeld (fredus) bezeichnet und fiel dem Gericht zu (ca. ein Drittel des Sühnegelds).
Die Idee des Kompositionensystems ist vor allem rechtsgeschichtlich relevant und kam in der Periode der Rechtsbildung/Fränkischen Zeit (~500–888 n. Chr.) auf.
Das Kompositionensystem verlor seit dem 10./11. Jahrhundert an Bedeutung und wurde durch eine auf körperlichen Strafen beruhende, ganz dem Abschreckungsprinzip verhaftete Rechtspflege ersetzt, das alttestamentlichen Talionsprinzip (Vergeltung von Gleichem mit Gleichem). Diese Rechtspflege war bis in die Neuzeit für die Strafrechtsentwicklung bestimmend.